# 1979年の映画
1979年の映画（1979ねんのえいが）では、1979年（昭和54年）の映画分野の動向についてまとめる。
1978年の映画 - 1979年の映画 - 1980年の映画

## 出来事

### 世界
- 米国、『スーパーマン』（1978年12月公開、リチャード・ドナー監督）が8100万ドル[注 1]で1979年の配給収入1位となる[2]。
- 2月 - 第29回ベルリン国際映画祭、マイケル・チミノ監督『ディア・ハンター』が共産圏諸国の反対により上映中止[3]。
- 4月11日 - 『宇宙からのメッセージ』（深作欣二監督）、パリ国際SFファンタジー映画祭で好評[4]。
- 6月11日 - 西部劇のジョン・ウェイン（72歳）死去[5][6][2]。
- 8月28日
  - 第11回モスクワ国際映画祭で黒澤明、ルネ・クレールら監督11人が特別名誉賞受賞[3]。
  - 国際児童年記念作品のアニメーション映画『龍の子太郎』、第11回モスクワ国際映画祭長編児童映画コンクール部門で銀賞受賞[7]。
- 9月4日 - 北京、上海で中国初となる日本映画祭開幕（10日まで）、宝塚映画製作所『お吟さま』（熊井啓監督）などを上映[3]。
- 11月11日 - 米国、作曲家ディミトリー・ティオムキン死去[2][8]。
- 12月22日 - 米国、ダリル・F・ザナック （映画プロデューサー）死去[2][9]。
- 12月30日 - 米国、作曲家リチャード・ロジャース死去[2][10]。

### 日本
- 1月
  - 1月20日 - 東宝、三越との共同出資により製作した『燃える秋』（小林正樹監督）を一般公開（先行ロードショーは前年12月23日）[3]。藤本真澄プロデューサー最後の作品[3]。
- 2月
  - にっかつ、本社を東京都港区赤坂・新本社ビル（のちのロッポニカビル）に移転[11]。
- 3月
  - にっかつ、新人女優オーディション（翌1980年からは「にっかつ新人女優コンテスト」に変更）に571人の応募[12]。
  - 3月1日 - ATG、会長に井関種雄、社長に佐々木史郎就任[3]。
  - 3月2日 - 新宿文化ビル（新宿文化劇場跡）竣工[3]。同ビル内に新宿文化シネマ1・2の2館開場[3]。
  - 3月3日 - 東宝、資生堂、NTVとの共同出資により製作した初の外国製日本映画『ベルサイユのばら』（ジャック・ドゥミ監督）を公開[3]。
  - 3月24日
    - 「百恵友和 第10作記念作品」で、東宝・ホリプロダクションの企画・作品一般公募に『ホワイト・ラブ』（中川美和子）が入選[3]。
    - 『総長の首』（中島貞夫監督）、東映初の先行ロードショー、4月7日から一般公開[4]。
- 4月
  - にっかつ、第13代社長に根本悌二就任[13]。
  - 4月21日 - 今村昌平監督が8年ぶりにメガホンを握った『復讐するは我にあり』が公開[14][15]。
- 5月
  - 5月2日 - 東宝取締役・映画プロデューサー藤本真澄（68歳）死去[5][6]。5月11日、東宝スタジオで社葬[3]。
  - 5月31日 - 東映、『甦れ魔女』（佐藤純彌監督）、1980年モスクワオリンピック記念日ソ合作映画として正式に調印[4]。
- 6月
  - 東宝グループの2月期連結業績を初めて発表[3]。連結会社34社で営業収入971億9300万円[3]。
  - 6月23日 - 東京・新宿東映劇場にミニ劇場・新宿東映ホールを開設[4]。同劇場のこけら落としはTCC（東京シネマサーキット）第1回作品『下落合焼とりムービー』（山本晋也監督）[16]。
  - 6月25日 - 東映洋画宣伝室、角川春樹事務所製作、東宝配給・興行『戦国自衛隊』（斎藤光正監督）の宣伝を担当[4][3]。
  - 6月30日
    - クリストファー・リーヴ主演の『スーパーマン』が公開[17]。1本の宣伝費としては破格の6億円を掛けたが、海外の成績に比較すると日本の興行は予想を下回る結果（配給収入28億円）に終わった[14]。
    - 幻の企画と言われた『あゝ野麦峠』（山本薩夫監督）が新日本映画によって映画化され、大ヒット[14][6]（先行ロードショーは6月9日から[3]）。
- 7月
  - 『影武者』の主演・勝新太郎が黒澤明監督と衝突し、主役から降ろされる[14][18]。代役には仲代達矢[14][18]。
  - 7月2日 - オフィス・アカデミーと東映の業務提携発表[3]。
  - 7月7日 - 全米ベストセラーの映画化『将軍 SHŌGUN』の日本ロケのため、サンフランシスコから出港した帆船ゴールデン・ハインド号が横浜港に入港[19]。
  - 7月14日
    - 恒例の「東映まんがまつり」ではなく、「'79 ビッグサマーロードショー・宇宙戦艦ヤマトフェスティバル」（『宇宙戦艦ヤマト』/『さらば宇宙戦艦ヤマト 愛の戦士たち』に『海のトリトン』を併映）を全国東映劇場で封切[4]。
    - 大阪東映劇場・大阪東映パラス劇場が全面改装、道頓堀東映劇場・道頓堀東映パラス劇場に改称[4]。

  - 7月21日 - ジャッキー・チェンの『ドランクモンキー 酔拳』、先行ロードショー（8月4日、東映系全国一斉公開）、好成績[4]。
- 8月
  - 8月4日 - 東映、りんたろう監督『銀河鉄道999』が公開され[20]、ヒット[21]。
  - 8月11日
    - テオ・アンゲロプロス監督『旅芸人の記録』が公開[22]。岩波ホールは非商業ベースの映画『旅芸人の記録』やエルマンノ・オルミ監督『木靴の樹』（4月公開）などを興行面でも成功させている[14]。
    - にっかつ、本社を東京都港区六本木へ移転[3]。最新設備のスタジオセンター完成披露[3]。

  - 8月25日 - 角川映画『蘇える金狼』、東映洋画系で封切（地域によっては『金田一耕助の冒険』と併映）、ヒット[4]。
- 9月
  - 9月8日 - 東映セントラルフィルム、『飢餓海峡』（内田吐夢監督、1965年公開）を4週上映、好成績[4]。
  - 9月15日 - 木下惠介監督が15年ぶりに古巣の松竹で製作した『衝動殺人 息子よ』が公開[14][23]。
- 10月
  - 10月5日 - 新国劇倒産[5][19]。
  - 10月10日 - 東映芸能ビデオ、インターナショナル・プロモーション（IP）と共同で名作映画『自転車泥棒』（ヴィットリオ・デ・シーカ監督）・『忘れじの面影』（マックス・オフュルス監督）を配給[4]。
  - 10月12日 -『八つ墓村』（1977年10月公開）がテレビ放映される[24]。『八つ墓村』や『砂の器』（1974年10月公開）のような大作がテレビ放映されると、映画人口に悪影響が出ると懸念の声[14]。
- 11月
  - 11月12日 - フランシス・フォード・コッポラ、ジョージ・ルーカス両監督が『影武者』（黒澤明監督）の北海道ロケを見学[3]。
  - 11月19日 - ブエナ・ビスタが東宝と東映の2社に、ディズニー映画の国内配給を委託すると発表[3]。
  - 11月25日 - 新劇『劇団青俳』、放漫経営で倒産[19]。
- 12月
  - 12月25日 - スティーヴン・スピルバーグ監督が、東宝スタジオで『影武者』（黒澤明監督）のラッシュ試写見学、三船敏郎と会談[25]。
- 月日不詳
  - 『愛のコリーダ』（シナリオ、写真集） 裁判で無罪判決[2]。
  - 統一教会やKCIAが製作に関与しているため上映反対の輿論が沸騰した韓米映画『インチョン!(仁川)』の配給を東宝が辞退[26]。

## 日本の映画興行
- 入場料金（大人）
  - 1,300円[27]
  - 映画館・映画別
    - 1,300円（松竹、正月映画『男はつらいよ 噂の寅次郎』）[28]
    - 1,300円（松竹、8月公開『男はつらいよ 翔んでる寅次郎』）[29]
    - 1,300円（有楽座、正月映画『グリース』）[30]
    - 1,300円（丸の内ピカデリー、正月映画『ジョーズ2』）[31]
    - 1,300円（渋谷パンテオン、正月映画『ジョーズ2』）[32]

  - 1,280円（統計局『小売物価統計調査（動向編） 調査結果』[33] 銘柄符号 9341「映画観覧料」）[34]
- 入場者数 1億6509万人[35]
- 興行収入 1581億7700万円[35]
- 家庭用ビデオテープレコーダ(VTR)の普及率 2.0% (内閣府「消費動向調査」)[36]

| 配給会社 | 配給本数 | 配給本数 | 配給本数 | 年間配給収入 | 概要 |
| 配給会社 | 新作     | 再映     | 洋画     | 前年対比     | 概要 |
| -------- | -------- | -------- | -------- | ------------ | --- |
| 松竹     | 16       | 16       | 16       | 64億3166万円 | 年間配給収入の自己最高を更新した。『男はつらいよ 噂の寅次郎』（11.6億円）と『男はつらいよ 翔んでる寅次郎』（10.7億）の2番組が配給収入10億円の大台を突破した。他の成功作としては、『復讐するは我にあり』（6億円）、『衝動殺人 息子よ』（5.7億円）、『日蓮』（5.6億円）、『配達されない三通の手紙』がハイアベレージではないが着実な成績を残した。異色作の『夜叉ヶ池』は期待を大きく裏切る結果となった。 |
| 松竹     | 12       | 2        | 2        | 111.8%       | 年間配給収入の自己最高を更新した。『男はつらいよ 噂の寅次郎』（11.6億円）と『男はつらいよ 翔んでる寅次郎』（10.7億）の2番組が配給収入10億円の大台を突破した。他の成功作としては、『復讐するは我にあり』（6億円）、『衝動殺人 息子よ』（5.7億円）、『日蓮』（5.6億円）、『配達されない三通の手紙』がハイアベレージではないが着実な成績を残した。異色作の『夜叉ヶ池』は期待を大きく裏切る結果となった。 |
| 東宝     | 21       | 21       | 21       | 78億7992万円 | 『あゝ野麦峠』（14億円）、『ベルサイユのばら』（9.3億円）、『ルパン三世 ルパンVS複製人間』（9億1500万円）、『燃える秋』がヒットした。2本立ては百恵・友和シリーズの『炎の舞』（9.2億円）と『ホワイト・ラブ』（8.6億円）が好成績を残しただけで、他の作品は惨敗した。キネマ旬報よれば、『黄金のパートナー』/『乱れからくり』と『遠い明日』/『神様なぜ愛にも国境はあるの』の2番組の極度の不振によって、〔映画は〕人気タレント主演より企画最優先であることが再確認された。 |
| 東宝     | 21       | 0        | 0        | 125.0%       | 『あゝ野麦峠』（14億円）、『ベルサイユのばら』（9.3億円）、『ルパン三世 ルパンVS複製人間』（9億1500万円）、『燃える秋』がヒットした。2本立ては百恵・友和シリーズの『炎の舞』（9.2億円）と『ホワイト・ラブ』（8.6億円）が好成績を残しただけで、他の作品は惨敗した。キネマ旬報よれば、『黄金のパートナー』/『乱れからくり』と『遠い明日』/『神様なぜ愛にも国境はあるの』の2番組の極度の不振によって、〔映画は〕人気タレント主演より企画最優先であることが再確認された。 |
| 東映     | 24       | 24       | 24       | 80億250万円  | 前年より5.3%ダウンしたが、東映は2年連続のトップとなった。東映洋画部扱いで、ポスト『宇宙戦艦ヤマト』として公開された『銀河鉄道999』（16.5億円）が大ヒット。「トラック野郎」シリーズの『トラック野郎・一番星北へ帰る』（10.6億円）、『トラック野郎・熱風5000キロ』（10.5億円）は安定した成績。香港映画の『ドランクモンキー 酔拳』や『スネーキーモンキー 蛇拳』のヒットにも東映は助けられた。『悪魔が来りて笛を吹く』（7.3億円）や『真田幸村の謀略』（7億円）、『白昼の死角』（6.1億円）はヒットこそしたが、穏やかなヒットだった。『龍の子太郎』を含むまんがまつりは配給収入6.5億円。ヤクザ路線の延長線上にある『総長の首』、『その後の仁義なき戦い』、『日本の黒幕』は失敗。異色作の『地獄』は観客に無視された。 |
| 東映     | 20       | 2        | 2        | 94.7%        | 前年より5.3%ダウンしたが、東映は2年連続のトップとなった。東映洋画部扱いで、ポスト『宇宙戦艦ヤマト』として公開された『銀河鉄道999』（16.5億円）が大ヒット。「トラック野郎」シリーズの『トラック野郎・一番星北へ帰る』（10.6億円）、『トラック野郎・熱風5000キロ』（10.5億円）は安定した成績。香港映画の『ドランクモンキー 酔拳』や『スネーキーモンキー 蛇拳』のヒットにも東映は助けられた。『悪魔が来りて笛を吹く』（7.3億円）や『真田幸村の謀略』（7億円）、『白昼の死角』（6.1億円）はヒットこそしたが、穏やかなヒットだった。『龍の子太郎』を含むまんがまつりは配給収入6.5億円。ヤクザ路線の延長線上にある『総長の首』、『その後の仁義なき戦い』、『日本の黒幕』は失敗。異色作の『地獄』は観客に無視された。 |
| にっかつ | 70       | 70       | 70       | 35億4902万円 | 製作面で新人監督と新人女優の起用によって新鮮味を出す努力が、ロマンポルノの安定した成績に繋がり、年間配給収入の堅実な伸びとなって現れている。さらなる飛躍には一般映画での成功が期待される。一般番組『十八歳、海へ』/『スーパーGUNレディ ワニ分署』は2.5億円の配給収入。脚本が城戸賞準入選したエロス大作『もっとしなやかに もっとしたたかに』（2億500万円）は作品的にも興行的にも好評だった（併映作は『桃尻娘 ラブアタック』）。 |
| にっかつ | 67       | 3        | 0        | 107.7%       | 製作面で新人監督と新人女優の起用によって新鮮味を出す努力が、ロマンポルノの安定した成績に繋がり、年間配給収入の堅実な伸びとなって現れている。さらなる飛躍には一般映画での成功が期待される。一般番組『十八歳、海へ』/『スーパーGUNレディ ワニ分署』は2.5億円の配給収入。脚本が城戸賞準入選したエロス大作『もっとしなやかに もっとしたたかに』（2億500万円）は作品的にも興行的にも好評だった（併映作は『桃尻娘 ラブアタック』）。 |

出典:「1979年度日本映画・外国映画業界総決算」『キネマ旬報』1980年（昭和55年）2月下旬号、キネマ旬報社、1980年、118 - 130頁。

## 各国ランキング

### 日本配給収入ランキング
| 順位 | 題名                                           | 製作国                            | 配給                   | 配給収入 |
| ---- | ---------------------------------------------- | --------------------------------- | ---------------------- | -------- |
| 1    | スーパーマン                                   | アメリカ合衆国の旗 · イギリスの旗 | ワーナー・ブラザース   | 28.0億円 |
| 2    | ナイル殺人事件                                 | イギリスの旗                      | 東宝東和               | 19.0億円 |
| 3    | グリース                                       | アメリカ合衆国の旗                | パラマウント / CIC     | 17.5億円 |
| 4    | ジョーズ2                                      | アメリカ合衆国の旗                | ユニバーサル映画 / CIC | 16.5億円 |
| 4    | 銀河鉄道999                                    | 日本の旗                          | 東映                   | 16.5億円 |
| 6    | チャンプ                                       | アメリカ合衆国の旗                | MGM映画 / CIC          | 14.5億円 |
| 6    | エイリアン                                     | アメリカ合衆国の旗 · イギリスの旗 | 20世紀フォックス       | 14.5億円 |
| 8    | あゝ野麦峠                                     | 日本の旗                          | 東宝                   | 14.0億円 |
| 9    | 男はつらいよ 噂の寅次郎 / 俺は上野のプレスリー | 日本の旗                          | 松竹                   | 11.6億円 |
| 10   | 男はつらいよ 翔んでる寅次郎 / 港町紳士録       | 日本の旗                          | 松竹                   | 10.7億円 |

#9, #10の併映作に関する出典:松竹映画『男はつらいよ』公式サイト 
上記以外の出典:『キネマ旬報ベスト・テン85回全史 1924-2011』キネマ旬報社〈キネマ旬報ムック〉、2012年5月、380頁。ISBN 978-4873767550。
| 順位 | 題名                                               | 配給 | 配給収入     |
| ---- | -------------------------------------------------- | ---- | ------------ |
| 1    | 銀河鉄道999                                        | 東映 | 16億5000万円 |
| 2    | あゝ野麦峠                                         | 東宝 | 14億0000万円 |
| 3    | 男はつらいよ 噂の寅次郎 / 俺は上野のプレスリー     | 松竹 | 11億6000万円 |
| 4    | 男はつらいよ 翔んでる寅次郎 / 港町紳士録           | 松竹 | 10億7000万円 |
| 5    | トラック野郎・一番星北へ帰る / 水戸黄門            | 東映 | 10億6000万円 |
| 6    | トラック野郎・熱風5000キロ / ドランクモンキー 酔拳 | 東映 | 10億5000万円 |
| 7    | ベルサイユのばら                                   | 東宝 | 09億3000万円 |
| 8    | 炎の舞 / ピンク・レディーの活動大写真              | 東宝 | 09億2000万円 |
| 9    | ルパン三世 ルパンVS複製人間                        | 東宝 | 09億1500万円 |
| 10   | ホワイト・ラブ / トラブルマン 笑うと殺すゾ         | 東宝 | 08億6000万円 |

#3, #4の併映作に関する出典:松竹映画『男はつらいよ』公式サイト 
#5 - #10の併映作に関する出典:「1979年邦画四社＜封切配収ベスト作品＞」『キネマ旬報』1980年（昭和55年）2月下旬号、キネマ旬報社、1980年、124頁。
上記以外の出典:『キネマ旬報ベスト・テン85回全史 1924-2011』キネマ旬報社〈キネマ旬報ムック〉、2012年5月、380頁。ISBN 978-4873767550。
| 順位 | 題名              | 製作国                            | 配給                       | 配給収入 |
| ---- | ----------------- | --------------------------------- | -------------------------- | -------- |
| 1    | スーパーマン      | アメリカ合衆国の旗 · イギリスの旗 | ワーナー・ブラザース       | 28.0億円 |
| 2    | ナイル殺人事件    | イギリスの旗                      | 東宝東和                   | 19.0億円 |
| 3    | グリース          | アメリカ合衆国の旗                | パラマウント / CIC         | 17.5億円 |
| 4    | ジョーズ2         | アメリカ合衆国の旗                | ユニバーサル映画 / CIC     | 16.5億円 |
| 5    | チャンプ          | アメリカ合衆国の旗                | MGM映画 / CIC              | 14.5億円 |
| 5    | エイリアン        | アメリカ合衆国の旗 · イギリスの旗 | 20世紀フォックス           | 14.5億円 |
| 7    | ロッキー2         | アメリカ合衆国の旗                | ユナイテッド・アーティスツ | 09.5億円 |
| 8    | エーゲ海に捧ぐ    | イタリアの旗 · 日本の旗           | 東宝東和                   | 08.5億円 |
| 9    | メテオ            | アメリカ合衆国の旗                | 日本ヘラルド映画           | 07.5億円 |
| 10   | ピンク・パンサー4 | イギリスの旗 · アメリカ合衆国の旗 | ユナイテッド・アーティスツ | 06.1億円 |

上記以外の出典:『キネマ旬報ベスト・テン85回全史 1924-2011』キネマ旬報社〈キネマ旬報ムック〉、2012年5月、380頁。ISBN 978-4873767550。

### 北米興行収入ランキング
| 順位 | 題名                       | スタジオ                   | 興行収入     | 出典   |
| ---- | -------------------------- | -------------------------- | ------------ | ------ |
| 1.   | クレイマー・クレイマー     | コロンビア ピクチャーズ    | $106,260,000 | [ 42 ] |
| 2.   | 悪魔の棲む家               | AIP                        | $86,432,520  | [ 43 ] |
| 3.   | ロッキー2                  | ユナイテッド・アーティスツ | $85,182,160  | [ 44 ] |
| 4.   | 地獄の黙示録               | ユナイテッド・アーティスツ | $83,471,511  | [ 45 ] |
| 5.   | スター・トレック           | パラマウント映画           | $82,258,456  | [ 46 ] |
| 6.   | エイリアン                 | 20世紀フォックス           | $80,931,801  | [ 47 ] |
| 7.   | テン                       | ワーナー・ブラザース       | $74,865,517  | [ 48 ] |
| 8.   | 天国から落ちた男           | ユニバーサル映画           | $73,691,419  | [ 49 ] |
| 9.   | 007/ムーンレイカー         | ユナイテッド・アーティスツ | $70,308,099  | [ 50 ] |
| 10.  | マペットの夢みるハリウッド | AFD                        | $65,200,000  | [ 51 ] |

## 日本公開映画
1979年の日本公開映画を参照。

## 受賞
- 第52回アカデミー賞
  - 作品賞 - 『クレイマー、クレイマー』
  - 監督賞 - ロバート・ベントン（クレイマー・クレイマー）
  - 主演男優賞 - ダスティン・ホフマン（クレイマー・クレイマー）
  - 主演女優賞 - サリー・フィールド（ノーマ・レイ）
- 第37回ゴールデングローブ賞
  - 作品賞 (ドラマ部門) - 『クレイマー、クレイマー』
  - 主演女優賞 (ドラマ部門) - サリー・フィールド（ノーマ・レイ）
  - 主演男優賞 (ドラマ部門) - ダスティン・ホフマン（クレイマー、クレイマー）
  - 作品賞 (ミュージカル・コメディ部門) - 『ヤング・ゼネレーション』
  - 主演女優賞 (ミュージカル・コメディ部門) - ベット・ミドラー（ローズ）
  - 主演男優賞 (ミュージカル・コメディ部門) - ピーター・セラーズ（チャンス）
  - 監督賞 - フランシス・フォード・コッポラ（地獄の黙示録）
- 第45回ニューヨーク映画批評家協会賞 - 『クレイマー、クレイマー』
- 第32回カンヌ国際映画祭
  - パルム・ドール - 『ブリキの太鼓』（フォルカー・シュレンドルフ）、『地獄の黙示録』（フランシス・フォード・コッポラ）
  - 監督賞 - テレンス・マリック（天国の日々）
  - 男優賞 - ジャック・レモン（チャイナ・シンドローム）
  - 女優賞 - サリー・フィールド（ノーマ・レイ）
- 第36回ヴェネツィア国際映画祭
  - 金獅子賞 - 受賞作なし
- 第29回ベルリン国際映画祭
  - 金熊賞 - 『David』(Peter Lilienthal,西ドイツ)
- 第3回日本アカデミー賞
  - 最優秀作品賞 - 『復讐するは我にあり』（今村昌平）
  - 最優秀主演男優賞 - 若山富三郎（『衝動殺人 息子よ』）
  - 最優秀主演女優賞 - 桃井かおり（『神様のくれた赤ん坊』『もう頬づえはつかない』）
- 第22回ブルーリボン賞
  - 作品賞 - 『復讐するは我にあり』
  - 主演男優賞 - 若山富三郎（『衝動殺人 息子よ』）
  - 主演女優賞 - 桃井かおり（『もう頬づえはつかない』『神様のくれた赤ん坊』『男はつらいよ 翔んでる寅次郎』）
  - 監督賞 - 今村昌平（『復讐するは我にあり』）
- 第53回キネマ旬報ベスト・テン
  - 洋画第1位 - 『旅芸人の記録』
  - 邦画第1位 - 『復讐するは我にあり』
- 第34回毎日映画コンクール
  - 日本映画大賞 - 『あゝ野麦峠』
- 第34回文化庁芸術祭大賞
  - 映画部門（日本記録映画） - 受賞作なし
  - 映画部門（外国映画） - 『旅芸人の記録』 [52][53]

## 誕生
- 1月3日 - 田中理恵、日本の声優
- 1月8日 - サラ・ポーリー、カナダの女優
- 1月16日 - 賀集利樹、日本の俳優
- 2月9日 - ミーナ・スヴァーリ、アメリカの女優
- 2月9日 - チャン・ツィイー、中国の女優
- 4月12日 - クレア・デインズ、アメリカの女優
- 4月18日 - 上地雄輔、日本の俳優
- 4月19日 - ケイト・ハドソン、アメリカの女優
- 4月23日 - ジェイミー・キング、アメリカの女優
- 5月9日 - ロザリオ・ドーソン、アメリカの女優
- 5月30日 - 釘宮理恵、日本の声優
- 6月9日 - 国仲涼子、日本の女優
- 6月21日 - 笛木優子、日本の女優
- 8月6日 - 奥菜恵、日本の女優
- 8月25日 - 和田正人、日本の俳優
- 9月3日 - 辻岡正人、日本の俳優・映画監督
- 10月4日 - レイチェル・リー・クック、アメリカの女優
- 10月8日 - クリスタナ・ローケン、アメリカの女優
- 10月12日 - ともさかりえ、日本の女優
- 10月30日 - 仲間由紀恵、日本の女優
- 11月8日 - サルヴァトーレ・カシオ、イタリアの元俳優
- 11月22日 - 遠野なぎこ、日本の女優
- 12月31日 - 中越典子、日本の女優

## 死去
| 日付 | 日付 | 名前                     | 国籍                              | 年齢 | 職業                                         |
| 2月  | 1日  | ジャン・ルノワール       | フランスの旗                      | 84   | 映画監督                                     |
| 3月  | 1日  | ドロレス・コステロ       | アメリカ合衆国の旗                | 75   | 女優                                         |
| 3月  | 11日 | ヴィクター・キリアン     | アメリカ合衆国の旗                | 88   | 俳優                                         |
| 4月  | 1日  | バーバラ・ルディ         | アメリカ合衆国の旗                | 71   | 声優                                         |
| 4月  | 6日  | ノーマン・トーカー       | アメリカ合衆国の旗                | 59   | 映画監督・脚本家・プロデューサー             |
| 4月  | 10日 | ニーノ・ロータ           | イタリアの旗                      | 67   | 作曲家                                       |
| 5月  | 2日  | 藤本真澄                 | 日本の旗                          | 68   | 元・東宝代表取締役副社長・映画プロデューサー |
| 5月  | 14日 | 森岩雄                   | 日本の旗                          | 80   | 東宝相談役                                   |
| 5月  | 29日 | メアリー・ピックフォード | カナダの旗 · アメリカ合衆国の旗   | 87   | 女優                                         |
| 6月  | 11日 | ジョン・ウェイン         | アメリカ合衆国の旗                | 72   | 俳優                                         |
| 6月  | 16日 | ニコラス・レイ           | アメリカ合衆国の旗                | 67   | 映画監督                                     |
| 7月  | 23日 | ジョゼフ・ケッセル       | フランスの旗                      | 80   | 作家・脚本家                                 |
| 7月  | 28日 | ジョージ・シートン       | アメリカ合衆国の旗                | 68   | 映画監督・脚本家                             |
| 8月  | 13日 | 福永武彦                 | 日本の旗                          | 61   | 小説家・詩人                                 |
| 9月  | 8日  | ジーン・セバーグ         | アメリカ合衆国の旗                | 40   | 女優                                         |
| 9月  | 12日 | レス・クラーク           | アメリカ合衆国の旗                | 71   | アニメーター                                 |
| 9月  | 26日 | ジョン・クロムウェル     | アメリカ合衆国の旗                | 91   | 映画監督・俳優                               |
| 9月  | 28日 | カトリーヌ・エスラン     | フランスの旗                      | 79   | 女優                                         |
| 10月 | 1日  | 水谷八重子               | 日本の旗                          | 74   | 女優                                         |
| 10月 | 23日 | 藤井貢                   | 日本の旗                          | 70   | 俳優                                         |
| 10月 | 23日 | マール・オベロン         | イギリスの旗 · アメリカ合衆国の旗 | 68   | 女優                                         |
| 11月 | 11日 | ディミトリ・ティオムキン | アメリカ合衆国の旗                | 85   | 作曲家                                       |
| 11月 | 30日 | ゼッポ・マルクス         | アメリカ合衆国の旗                | 78   | 俳優                                         |
| 12月 | 20日 | クリフ・ノードバーグ     | アメリカ合衆国の旗                | 62   | アニメーター                                 |
| 12月 | 22日 | ダリル・F・ザナック      | アメリカ合衆国の旗                | 77   | プロデューサー・脚本家                       |
| 12月 | 28日 | 八反田角一郎             | 日本の旗                          | 78   | よみうりテレビ代表取締役社長                 |